# Берёза Эрмана
Берёза Эрмана, или Берёза ка́менная (лат. Betula ermanii) — вид деревьев рода Берёза (Betula) семейства Берёзовые (Betulaceae).

## Распространение и экология
В природе ареал вида охватывает юг Сибири (Бурятия, Забайкальский край, Якутия), Дальний Восток России (Камчатка и Сахалин), Китай (провинции Хэйлунцзян, Гирин, Ляонин, Внутренняя Монголия), Корейский полуостров и Японию (острова Хоккайдо, Хонсю, Сикоку).
Произрастает среди хвойных или смешанных горных лесов, ближе к субальпийской полосе одиночными деревьями или группами, местами образует верхнюю границу леса, единично встречается по каменистым россыпям и по берегам горных рек. На Камчатке по склонам гор, увалам, высоким склонам речных долин образует леса паркового характера без примеси других пород; почти всюду там же образует верхнюю границу леса, вблизи моря дает шпалеры ветровых форм.
Может расти на таких каменистых местах, где другие древесные породы за недостатком почвенного слоя не растут. Не растёт на наносных приречных почвах, где заменяется березой пушистой (Betula pubescens), и на бедных песчаных и торфянистых почвах, которые занимает Лиственница Гмелина (Larix gmelinii).
Холодостойкая, теневыносливая, нетребовательная к плодородности и влажности почв. Доживает до 300—400 лет.
По данным Л. В. Любарского и Л. Н. Васильевой на берёзе Эрмана найдены следующие дереворазрушающие грибы: трутовик серно-жёлтый, трутовик ложный, трутовик настоящий, трутовик плоский, трутовик Буллиара, опёнок зимний.

## Ботаническое описание

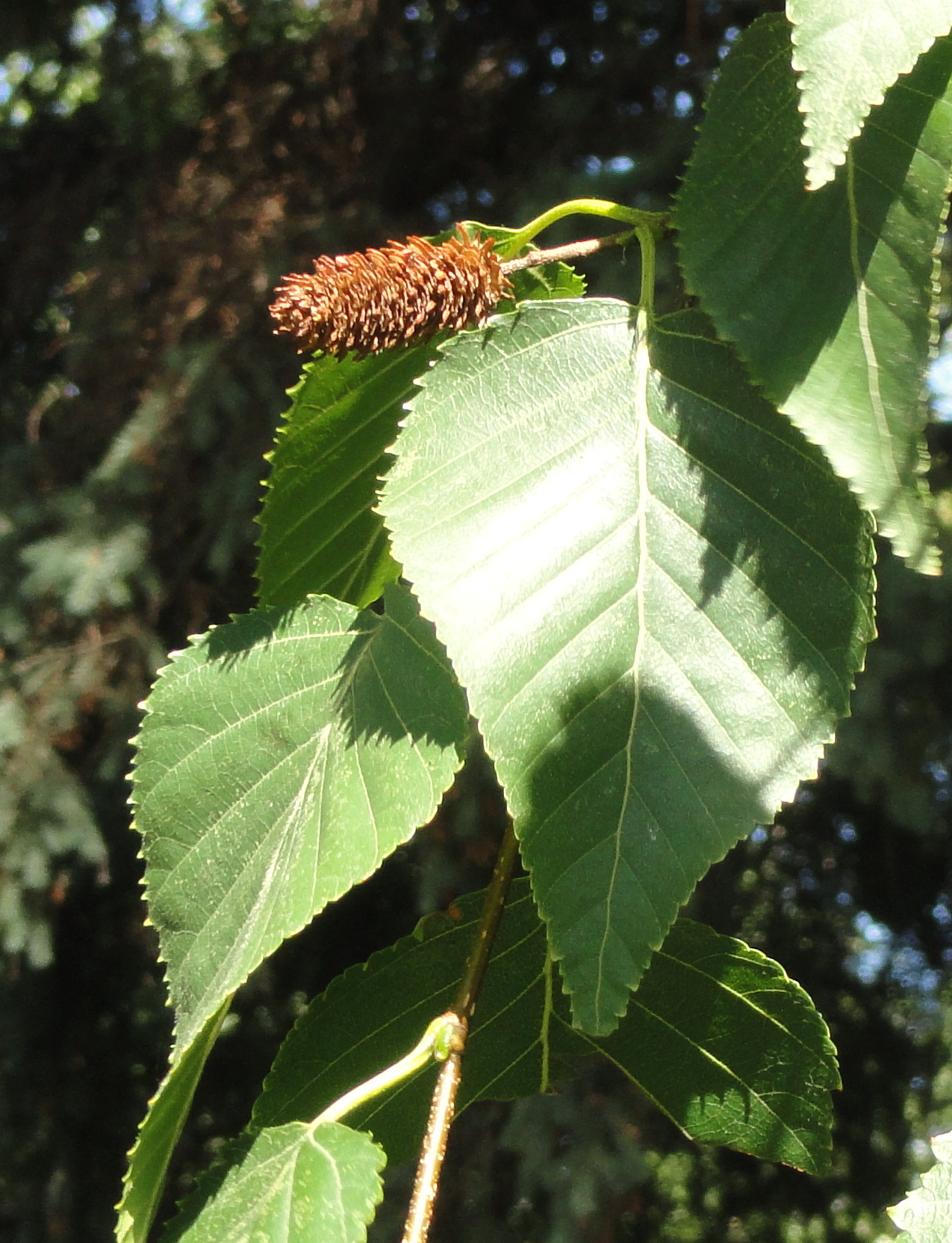

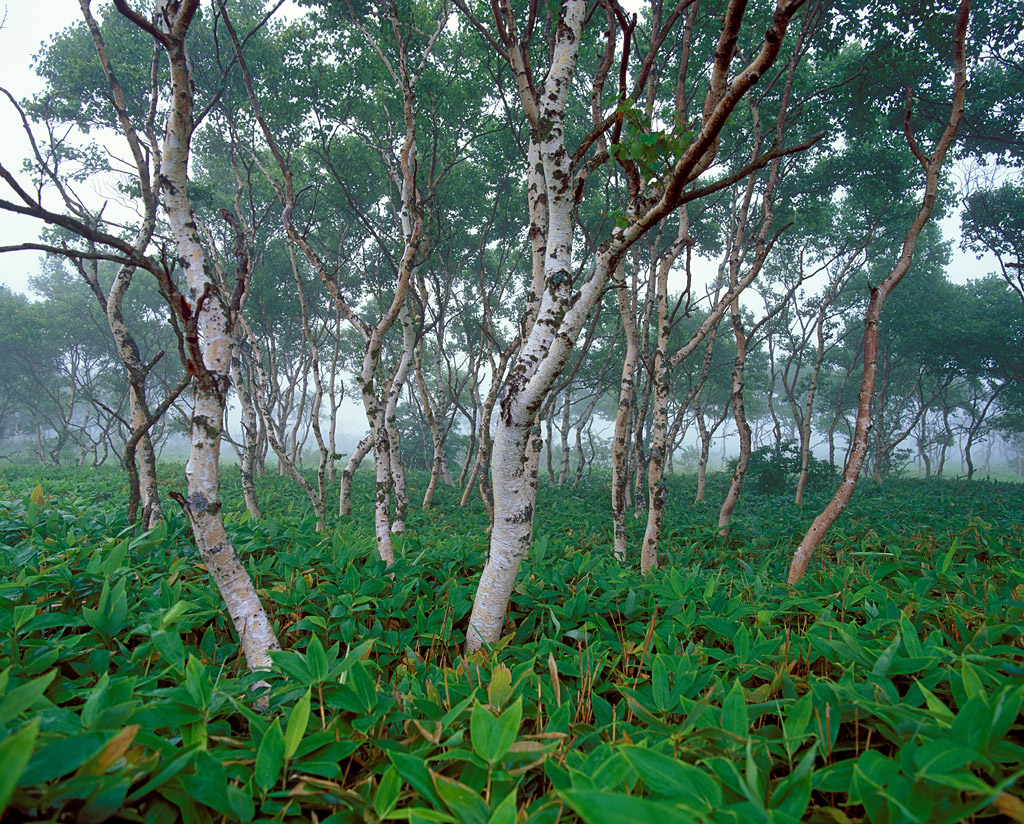
Берёза Эрмана в Курильском заповеднике в кальдере вулкана Головнина

Крупное или средней величины дерево высотой от 12 до 15 м, иногда до 20 м, при диаметре ствола 50—75 см, до 90 см. Кора тёмно-серая, буроватая, каштаново-серая, розовато-серая или жёлто-серая, сильно шелушащаяся, позже трещиноватая. Ветви прямостоячие в лесу и распростёртые на открытых местообитаниях, молодые ветви желёзисто-бородавчатые и опушённые; плодущие красно-коричневые с белыми чечевичками.
Почки удлиненно-яйцевидные, острые, голые или опушённые по краю чешуй, слегка клейкие. Листья яйцевидные, овальные или широко овальные, с клиновидным, округлым или слегка сердцевидным основанием и короткозаострённой верхушкой, по краю двояко-остропильчато-зубчатые, длиной 4—14 см, шириной 3—10 см, сверху тёмно-зелёные, снизу более светлые. Черешки длиной 5—35 мм.
Пыльниковые серёжки повислые, длиной до 8 см. Пестичные серёжки почти сидячие, прямостоячие, удлинённо-яйцевидные или почти цилиндрические, длиной 2—4 см, диаметром 1—2 см. Прицветные чешуйки крупные, удлинённо-клиновидные, длиной 7—10 мм, по краям ресничатые, с тремя ланцетными, концах закруглёнными, по краю ресничатыми долями, из которых средняя превышает боковые.
Орешки длиной до 3 мм, обратно-овальные или обратнояйцевидные, вверху опушённые. Крылья уже орешка в 2—3 раза, наиболее расширенные в верхней части, книзу более узкие. Вес 1000 семян 0,7 г; в 1 кг 1 428 000 семян.
Зеленеет и цветёт в апреле — мае, желтеет в сентябре. Плодоношение в августе — сентябре.

## Значение и применение
Древесина мелкослойная, иногда косослойная, твёрдая, тяжёлая, очень прочная, трудно колется и обрабатывается. Пригодна для прочных столярно-токарных изделий, фанеры, пиломатериалов, углежжения.
На Камчатке отмечено поедание северным оленем (Rangifer tarandus).
Высокая фаутность снижает выход деловой древесины на 30%.
Благодаря своим декоративным качествам берёза Эрмана используется в озеленении городских садов и парков. Известно несколько сортов, которые различаются окраской коры:
- 'Bluch' — медно-розовый оттенок;
- 'Grayswood Hill' и  'Polar Bear' — чисто белая;
- 'Mount Zao' и  'Hakkoda Orange' — оранжево-коричневая.

## Таксономия
Впервые описание вида было опубликовано Адельбертом фон Шамиссо в 1831 году на страницах шестого тома ботанического журнала Linnaea. Названа в честь немецкого физика и путешественника Георга Адольфа Эрмана.
Вид Берёза Эрмана входит в род Берёза (Betula) подсемейства Берёзовые (Betuloideae) семейства Берёзовые (Betulaceae) порядка Букоцветные (Fagales).
|  |                                      |  |                                                             |                                                             |                     |  | ещё 7 семейств (согласно Системе APG II) | ещё 7 семейств (согласно Системе APG II)                   |                                                            |  |  |  | ещё 1—2 рода        | ещё 1—2 рода      |  |  |
|  |                                      |  |                                                             |                                                             |                     |  | ещё 7 семейств (согласно Системе APG II) | ещё 7 семейств (согласно Системе APG II)                   |                                                            |  |  |  | ещё 1—2 рода        | ещё 1—2 рода      |  |  |
|  |                                      |  |                                                             | порядок Букоцветные                                         |                     |  |                                          |                                                            | подсемейство Берёзовые                                     |  |  |  |                     | вид Берёза Эрмана |  |  |
|  |                                      |  |                                                             | порядок Букоцветные                                         |                     |  |                                          |                                                            | подсемейство Берёзовые                                     |  |  |  |                     | вид Берёза Эрмана |  |  |
|  | отдел Цветковые, или Покрытосеменные |  |                                                             |                                                             | семейство Берёзовые |  |                                          |                                                            | род Берёза                                                 |  |  |  |                     |                   |  |  |
|  | отдел Цветковые, или Покрытосеменные |  |                                                             |                                                             |                     |  |                                          |                                                            |                                                            |  |  |  |                     |                   |  |  |
|  |                                      |  | ещё 44 порядка цветковых растений (согласно Системе APG II) | ещё 44 порядка цветковых растений (согласно Системе APG II) |                     |  |                                          | ещё одно подсемейство, Лещиновые (согласно Системе APG II) | ещё одно подсемейство, Лещиновые (согласно Системе APG II) |  |  |  | ещё более 110 видов |                   |  |  |
|  |                                      |  |                                                             | ещё 44 порядка цветковых растений (согласно Системе APG II) |                     |  |                                          |                                                            | ещё одно подсемейство, Лещиновые (согласно Системе APG II) |  |  |  |                     |                   |  |  |